# Paracladura kumaonensis
Paracladura kumaonensis är en tvåvingeart som beskrevs av Alexander 1959. Paracladura kumaonensis ingår i släktet Paracladura och familjen vintermyggor. Inga underarter finns listade i Catalogue of Life.